# Clearview (Oklahoma)
Clearview – miasto w Stanach Zjednoczonych, w stanie Oklahoma, w hrabstwie Okfuskee.